# Свињице
Свињице (слч. Svinice) насељено је мјесто са административним статусом сеоске општине (слч. obec) у округу Требишов, у Кошичком крају, Словачка Република.

## Становништво
| Година:    | 1994. | 2004.   | 2014.   | 2024.   |
| ---------- | ----- | ------- | ------- | ------- |
| Број људи: | 248   | 245     | 230     | 219     |
| Разлика:   |       | -1,20 % | -6,12 % | -4,78 % |

| Година:    | 2023. | 2024.   |
| ---------- | ----- | ------- |
| Број људи: | 213   | 219     |
| Разлика:   |       | +2,81 % |

Према подацима о броју становника из 2011. године насеље је имало 237 становника.